# بحيرة فترن
بحيرة فاترن 
بحيرة فاترن تاريخا البحيرات بالتناوب والبحرية حادث بعد العصر الجليدي في الفترة gothiglacial (12،000-6،000 BP) ومرت مرحلة icedammed وفاترن الجليد البحيرة. في وقت لاحق انها شكلت جزءا من بحيرة الجليدي البلطيق وإقامة سد بنسبة الغطاء الجليدي للتراجع. وقد استنزفت هذه البحيرة (12،000-6،000 BP)، وحولت بحيرة فاترن في خليج بحر Yoldia (12،000-6.000 BP). وفي نهاية المطاف، تسببت في الارتفاع من landlevel فاترن القديمة لتصبح معزولة عن البحر، ولكن خلال فترة Ancylus أنشأت مرة أخرى الاتصال مع البلطيق. وكان بحر البلطيق في ذلك الوقت بحيرة للمياه العذبة في بحيرة Ancylus. أخيرا، كانت مرتفعة حوض فاترن فوق سطح بحيرة Ancylus وهكذا أصبح فصل بالتأكيد كما فاترن البحيرة. فقد حدث هذا حوالي 8000 سنة مضت (Stalberg، 1939).
حوض بحيرة فاترن هي على شكل قارب ويتأثر بسهولة عن طريق تغييرات في الرياح والضغط الجوي مما يؤدي إلى تنمية دائمة موجات من السعة من 20 إلى 25 سم. عواصف شديدة في حدوث العديد من البحيرة بسبب شكلها، مما يجعل من حساسية خاصة لتأثير الرياح. وseiches تؤدي إلى التيارات القوية التي تؤثر في الترسيب. وينعكس توزيع التراكم، وتآكل وقيعان transportational في بحيرة فاترن في تركيز المعادن في الترسبات. توزيع هذه الأنواع القول هي أيضا ذات أهمية كبيرة لتطوير حيوانات القاع. أماكن التفريخ من شار فاترن الشهير (نموذج المتوطنة alpinus Salvelinus) هو في الواقع تعتمد اعتمادا كليا على نوع من القاع.
عمق وحجم المياه الكبيرة نسبيا، والشفافية في بحيرة فاترن جعله هيئة فريدة من الماء. نسبة مساحة المنطقة / بحيرة الصرف هو 2.3 فقط، مما يشير إلى وجود انخفاض تحميل المساحي، وبالتالي وضعا oligotrophic. هذه الخصائص مع موقعه المركزي في جنوب السويد يجعلها موردا للمياه جيدة للغاية بالنسبة للمجتمعات والصناعات.البحيرة أيضا رصيدا كبيرا الطبيعية، وتشتهر بجمالها.
هناك ستة وستة عشر أصغر كبيرة روافد للبحيرة وجداول صغيرة كثيرة. تصريف بحيرة فاترن إلى نظام للبحيرات متصلة البلطيق عبر قناة السويس.